# San Patricio
San Patricio város az USA Texas államában, San Patricio és Nueces megyében. Lakosainak száma 384 fő (2020. április 1.).

## Népesség
A település népességének változása:
| Lakosok száma | 318  | 395  | 384  |
|               | 2000 | 2010 | 2020 |